# Colegio de Areneros

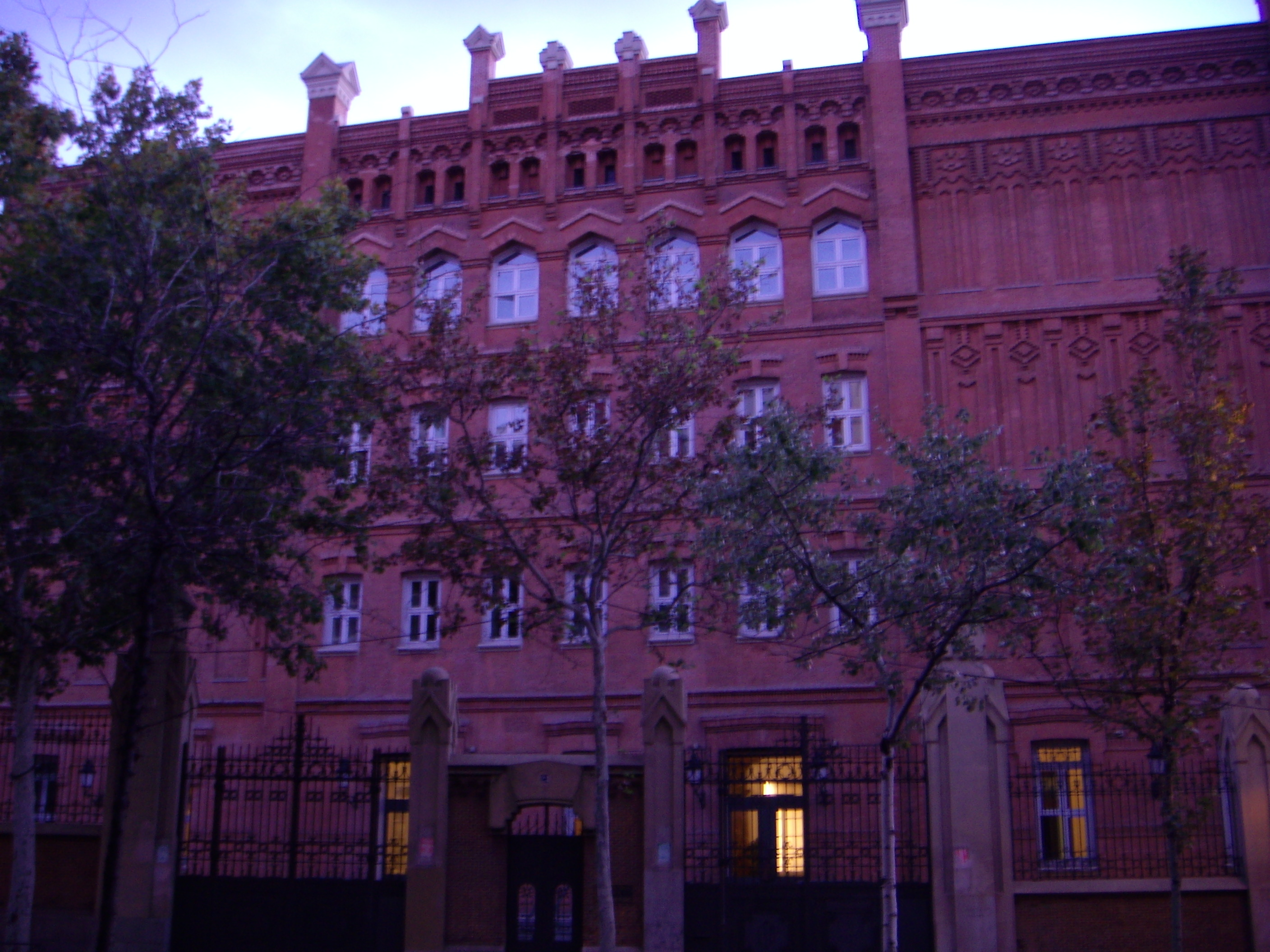
Fachada neomudéjar del Colegio de Areneros, proyectada sucesivamente por Fort y Guyenet y Palacios Ramilo.

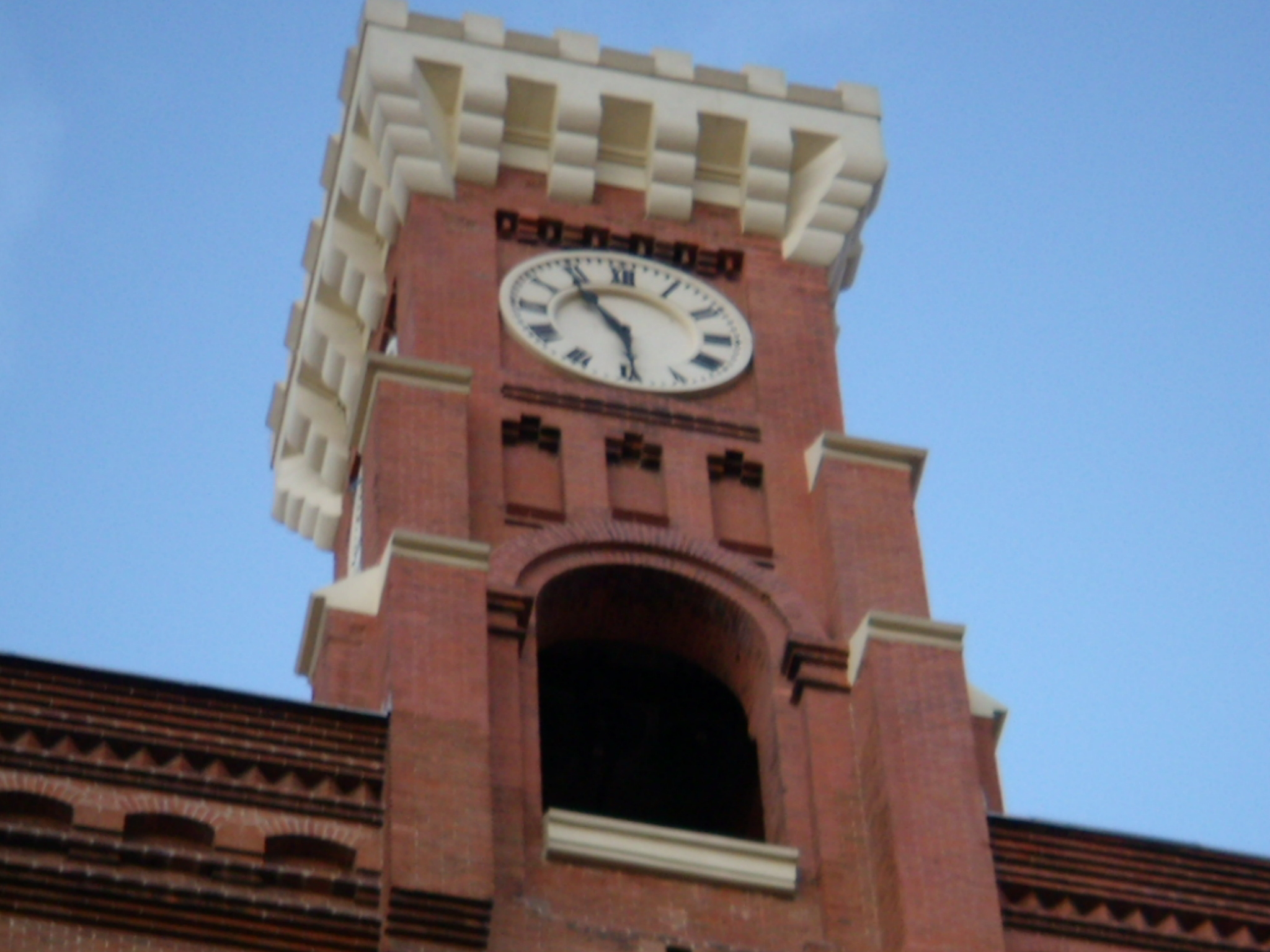
El simbólico reloj del Colegio de Areneros.

El Colegio de la Inmaculada y San Pedro Claver, conocido como Colegio de Areneros, era un colegio de enseñanza media para alumnos externos fundado en Madrid por la Compañía de Jesús en 1909. En 1958 se integró en el actual Colegio de Nuestra Señora del Recuerdo (conocido como Colegio de Chamartín). Estuvo interrumpido desde 1931 hasta 1939, en que se encontró disuelta la Compañía de Jesús en España. Su edificio principal es en la actualidad la sede de la Universidad Pontificia Comillas. Se ubica en el número 23 de la calle de Alberto Aguilera de Madrid.

## Edificio
Es un grandioso edificio de ladrillo construido en varias fases por la Compañía de Jesús para establecer el Instituto Católico de Artes e Industrias, escuelas de peritos e ingenieros y patronato de obreros, institución pionera que intentaba paliar la deficiente educación industrial de la España de finales del siglo XIX. Debido a lo ambicioso del proyecto, se abordó primero la construcción del núcleo central y el ala oeste, destinada a escuelas y taller, con gimnasio, aulas, dependencias administrativas y salón de actos distribuidos en torno a un enorme patio central que aporta luz y ventilación a todas las estancias. Posteriormente se construyó la capilla neogótica y, en una tercera fase, se duplicó el esquema general en torno a un nuevo patio en disposición simétrica, completando así la manzana. La obra de Fort es un conjunto homogéneo que utiliza el lenguaje del ladrillo neomudéjar con un espíritu práctico, casi industrial, enfatizando sólo las cornisas y remates en los que juega con un mayor dinamismo. 
A pesar de lo ambicioso del proyecto se vio la necesidad de ampliar las instalaciones y construir los talleres en un nuevo edificio, situado al otro lado de la calle. El arquitecto encargado en este caso fue Antonio Palacios, que construyó aquí una de sus obras de mayor sencillez y rigurosidad, hoy prácticamente desaparecida, pues sólo quedan las fachadas a Santa Cruz de Marcenado y Alberto Aguilera, tras haberse realizado en 1985 una ampliación en altura con fines docentes.

## Historia
En 1903, la viuda del financiero riojano Diego Fernández Vallejo, primer Marqués de Vallejo, Nicolasa Gallo-Alcántara y Sibes donó un millón de pesetas, luego ampliado a dos para la construcción de un colegio y un centro de enseñanza técnica y profesional para obreros, encomendándoselos a la Compañía de Jesús.
Los jesuitas materializaron la donación de la benefactora edificando un centro educativo y cultural en el Paseo de Areneros, de Madrid, hoy denominado calle de Alberto Aguilera (en el número 23).
El nombre de «Areneros» ha perdurado como el topónimo por el que sería conocido el centro y el colegio de segunda enseñanza, después del cambio de nombre de la calle. El proyecto lo llevó a término el Padre Ángel Ayala quien vio el comienzo de las obras en 1904 y su finalización en 1910. El edificio del Colegio de Areneros incluyó el taller y laboratorios del Instituto Católico de Artes e Industrias (ICAI) además de una editorial.
El proyecto estuvo inicialmente firmado por el arquitecto Enriquel Fort, que incluía una modestas escuelas y un patronato para obreros; el centro sería luego completado por el prestigioso Antonio Palacios Ramilo. El colegio de enseñanza media (Colegio de Areneros) comenzó su andadura en 1909, un año después del ICAI. El primer Rector del Colegio fue el Padre Ángel Ayala, que repitió como Rector en 1918. En 1939, el Padre Ayala volvió al Colegio de Areneros como Padre Espiritual.
Los jesuitas tenían dos colegios en Madrid en la primera mitad del siglo XX, Areneros, que era un externado para clase media, y Chamartín, que estaba constituido como internado con extracción más elitista. En el curso de 1929–1930, Areneros tenía 495 alumnos y Chamartín 295 alumnos.
En 1931, el Colegio de enseñanza media y el ICAI, fueron incendiados por una turba. Disuelta en España, la Compañía de Jesús en 1932, motivó que el colegio de Areneros se ubicase en un chalet en el Paseo de Rosales, 56, con el nombre de Didaskalion. Se reanudaría la actividad a cargo de la Compañía de Jesús en 1939.
El Colegio de Areneros se traslada y unifica con el Colegio de Nuestra Señora del Recuerdo durante el curso académico 1958–1959.

## Alumnos destacados

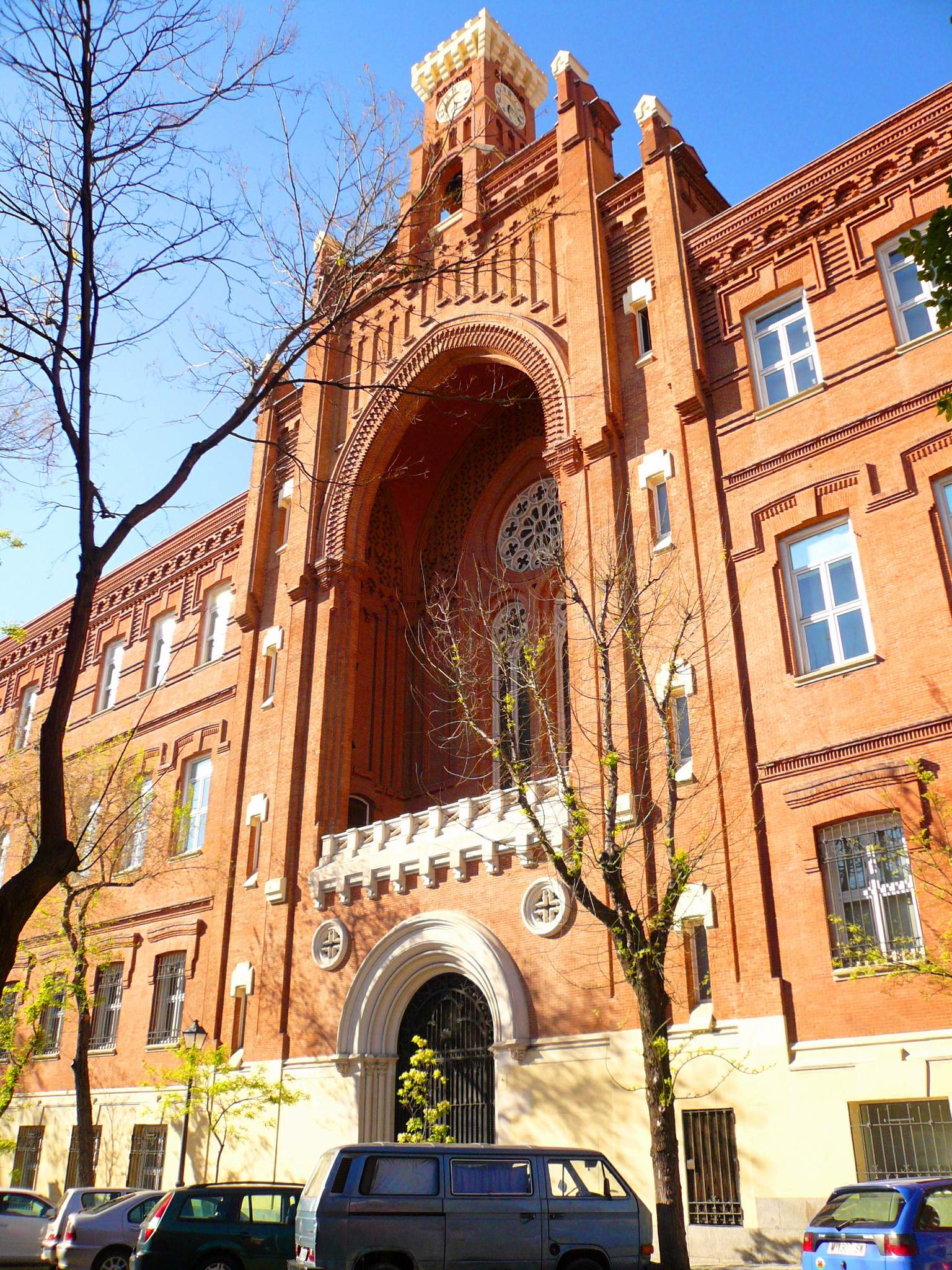
Fachada de la Iglesia de la Inmaculada y San Pedro Claver

- Enrique Fuentes Quintana, catedrático de Economía política y vicepresidente del Gobierno de España.[12]
- Adolfo Nicolás, prepósito de la Compañía de Jesús. Fue «príncipe» ─número uno del último curso─ de la promoción de 1953.[13]
- Alfonso Ponce de León, pintor[14]
- Agustín Cotorruelo Sendagorta, catedrático de Política económica y ministro de Comercio.
- Alberto Martín-Artajo Álvarez, ministro de Asuntos Exteriores español de 1945 a 1957, presidente de Acción Católica de 1940 a 1945 y presidente de la ACdP.
- Enrique Canto Bory, empresario astur-cubano y primer embajador de Cuba en España tras el triunfo revolucionario.
- Jorge Juan Guillén Salvetti, coronel de la Armada española, secretario perpetuo de la Asamblea Amistosa Literaria.
- Enrique de la Mata Gorostizaga, ministro de Relaciones Sindicales.
- Íñigo Cavero Lataillade, ministro de Justicia.
- Ricardo de la Cierva y Hoces, ministro de Cultura.[15]
- José Joaquín Puig de la Bellacasa diplomático, jurista y embajador español.
- José Bono, presidente del Congreso de los Diputados. [cita requerida]
- Enrique Barón Crespo, presidente del Parlamento Europeo.[cita requerida]
- Fernando Ocáriz Braña, prelado del Opus Dei.